# Петрачки
Петрачки (біл. вёска Петрачкі) — село в складі Мядельського району Мінської області, Білорусь. Село підпорядковане Будславській сільській раді, розташоване в північній частині області.

## Відомі особистості
В поселенні народився:
- Глазунов Петро Олексійович (1920—1992) — радянський військовий льотчик.